# Nenzinger Himmel

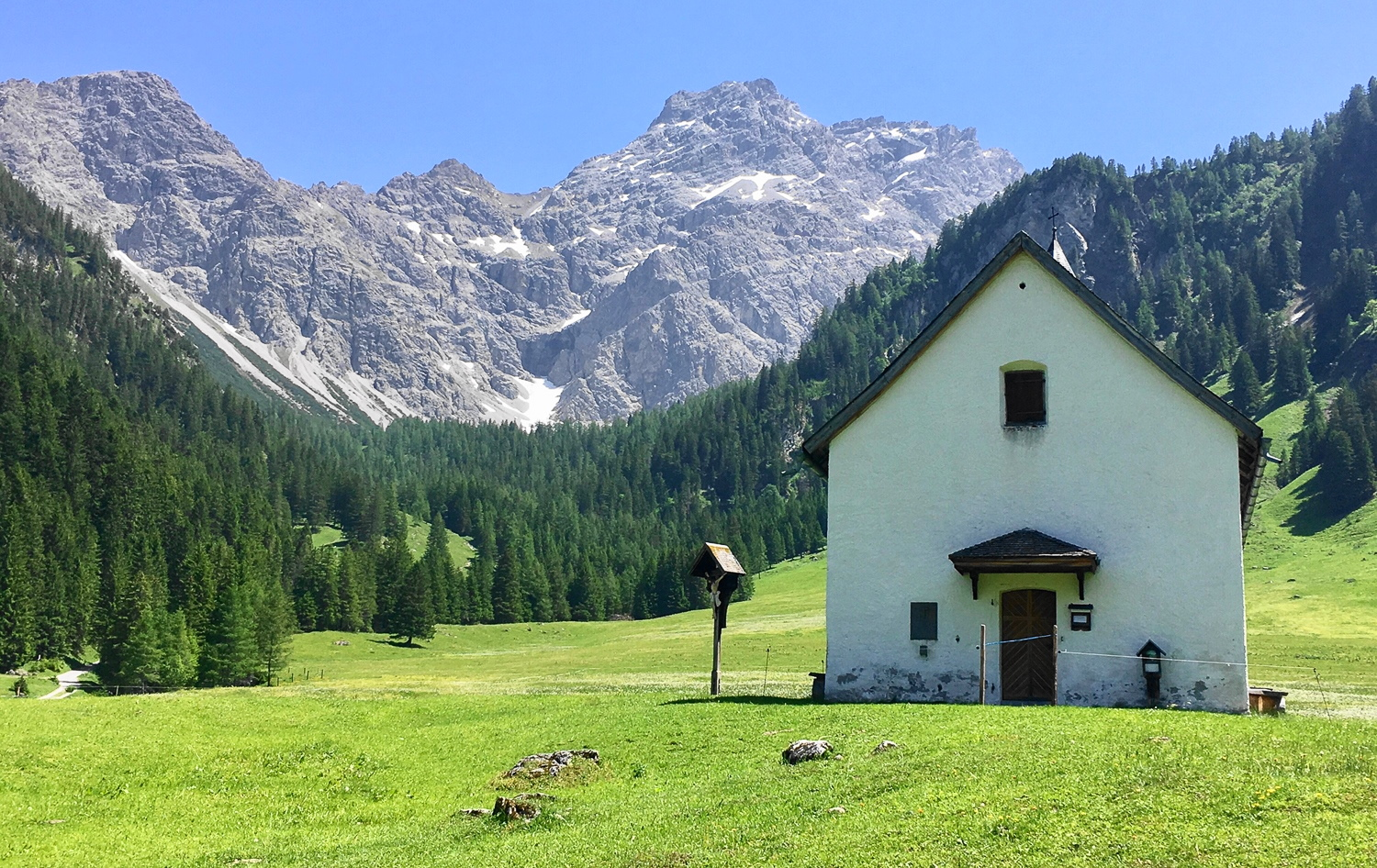
Kapelle hl. Rochus, im Hintergrund der Panüeler Kopf

Als Nenzinger Himmel wird eine Alpe und Feriensiedlung im Gamperdonatal bei Nenzing im österreichischen Bundesland Vorarlberg bezeichnet.

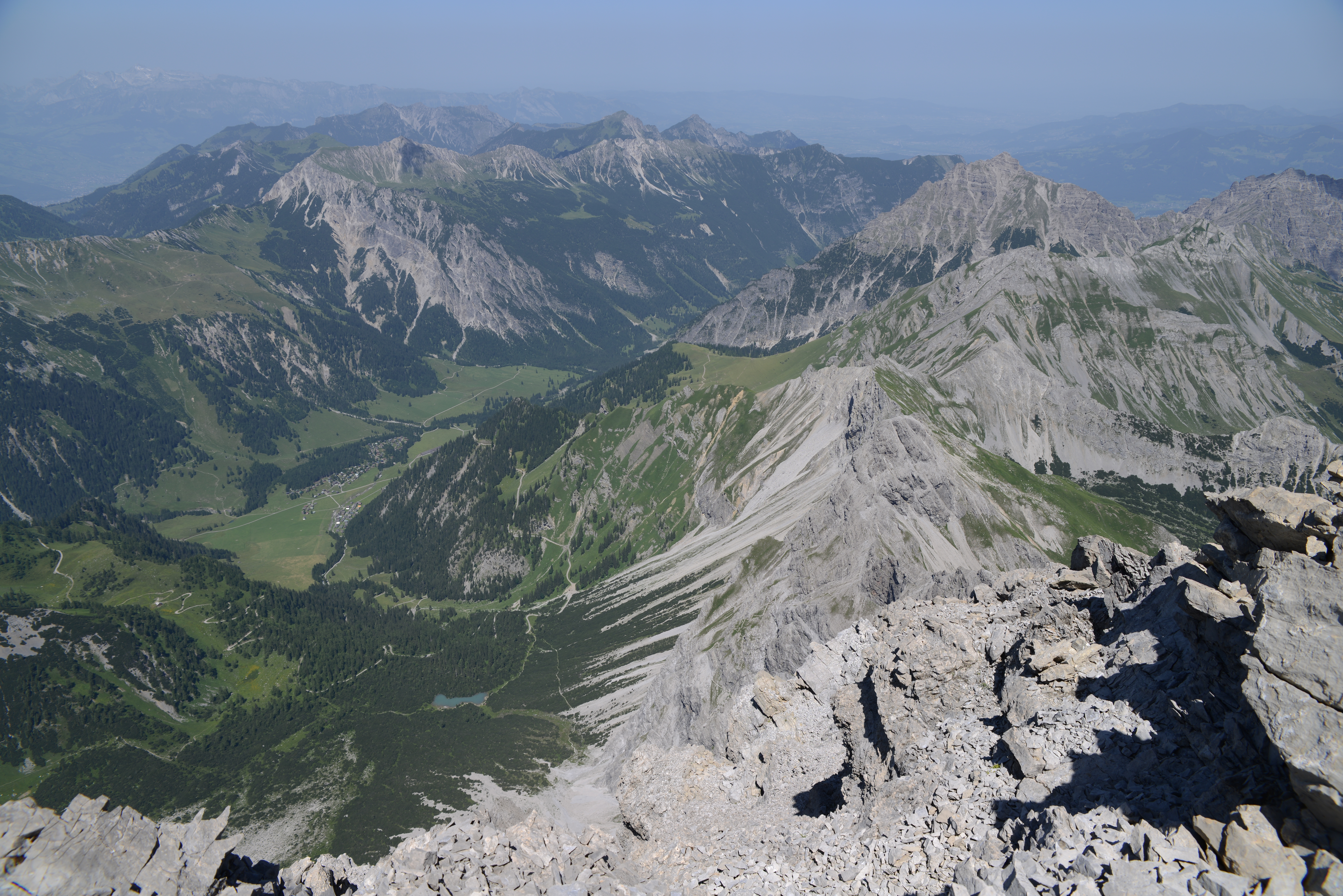
Blick vom Panüeler Kopf in das Gamperdonatal

## Geographie
Das Gamperdonatal liegt im Gemeindegebiet von Nenzing im Bezirk Bludenz und wird von den Wildbächen Meng und Schalanza durchflossen. Es ist von drei Seiten durch Gebirgszüge des Rätikon abgeschlossen, grenzt im Westen an das Fürstentum Liechtenstein, im Süden an die Schweiz und im Osten an das österreichische Brandnertal. Höchster Berggipfel ist der Panüeler Kopf mit 2859 m Höhe. Auf dem Gipfel des Naafkopf (2570 m) treffen die Staatsgrenzen von Österreich, Liechtenstein und der Schweiz aufeinander.

## Geschichte
Archäologische Funde bezeugen, dass Menschen schon in der Bronzezeit (ca. 1800–800 v. Chr.) im Gamperdonatal präsent waren und die dortigen Weideflächen vermutlich seit dieser Zeit auch alpwirtschaftlich genutzt werden. Jagd- und Alpwirtschaft sind seit dem 15. Jahrhundert urkundlich belegt. Im Jahr 1782 fand die letzte groß angelegte Bärenjagd statt. 1892 wurde, von neuzeitlichen Sichtungen abgesehen, der letzte Bär in Vorarlberg an der Ochsenalpe unterhalb des Ochsenkopfes gesichtet.
Aufgrund der fruchtbaren Jagd- und Weideflächen sowie der besonderen geographischen Lage war das Gamperdonatal noch bis ins 20. Jahrhundert Schauplatz teils blutiger Auseinandersetzungen einheimischer Bauern und Jäger mit Wilderern, Schmugglern und Viehdieben, die oft aus dem benachbarten schweizerischen Graubünden einfielen. Zahlreiche Geschichten und Sagen zeugen davon.

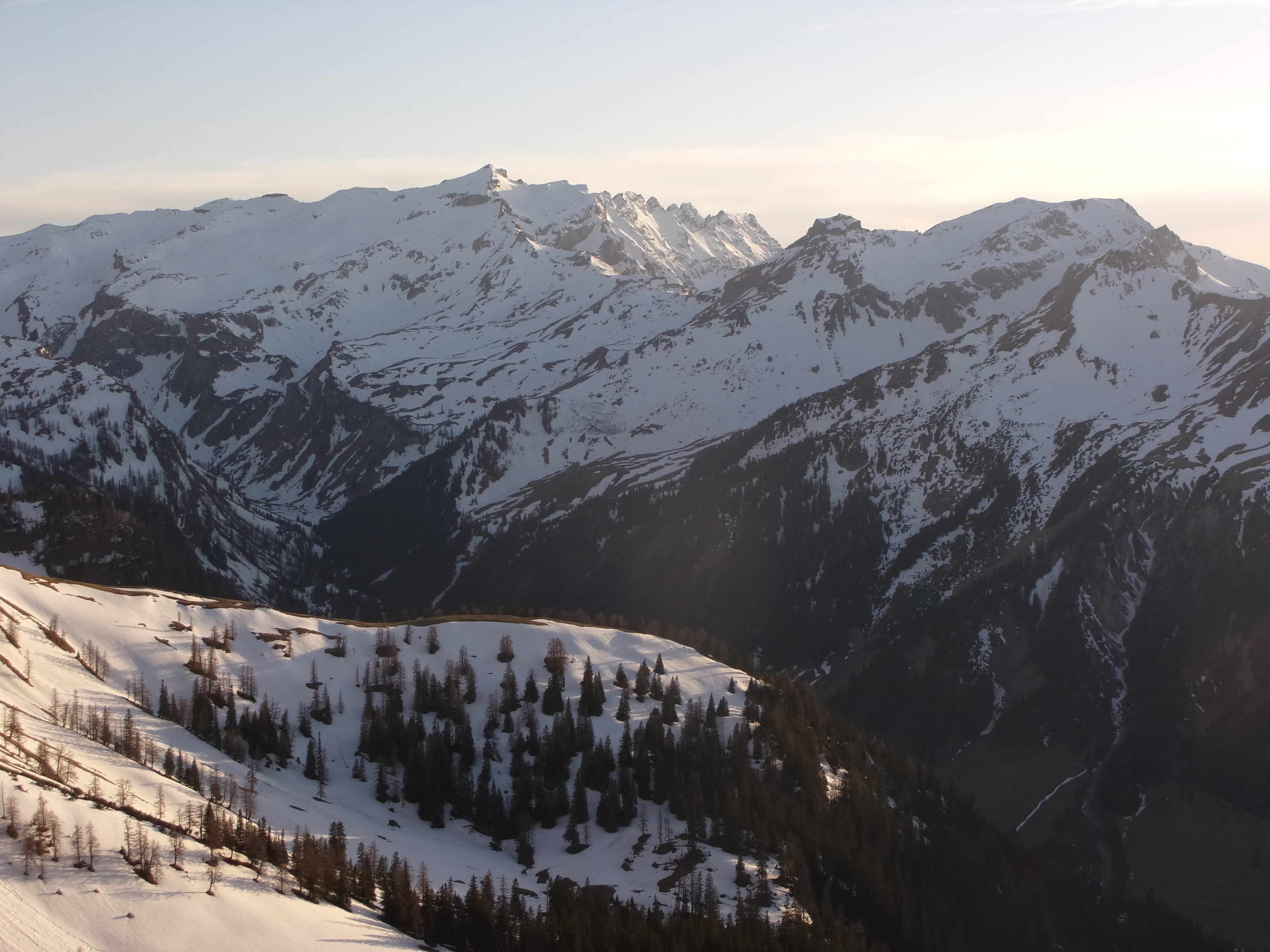
Blick vom Amatschonjoch in den Talschluss des Gamperdonatals mit Naafkopf (Mitte), Bettlerjoch, Gorfion und Augstenberg

Seit sich gegen Ende des 19. Jahrhunderts der alpine Tourismus langsam in Tirol und Vorarlberg zu entwickeln begann, wurde auch das idyllisch gelegene Gamperdonatal zunehmend als Freizeit- und Erholungsgebiet interessanter. 1958 wurde ein kurzer Tunnel für die Zufahrtsstraße, welche erst seit den 1980er-Jahren asphaltiert ist, gebohrt. Neben den ersten Unterkünften im Zusammenhang mit der bis heute betriebenen Alpwirtschaft, Jagd und Zoll wurden zunehmend Hütten zu Freizeitzwecken errichtet. So entstand im 20. Jahrhundert ein Feriendorf von über 200 Hütten, einem Gasthaus mit Hotelbetrieb, einem Kaffeehaus und einem Lebensmittelgeschäft, Butter- und Käseproduktion sowie Milchverkauf im Senntum. Da nur Nenzinger Bürger bauberechtigt sind, ist ein Großteil des Tourismus im Gamperdonatal bis heute einheimischen Ursprungs. Es hat sich daher bereits früh der inzwischen offizielle Begriff Nenzinger Himmel für die Siedlung und das ganze Tal eingebürgert. Der Himmel-Flurname selbst könnte alt sein (‚gewölbte Flur, Kuppe‘).

### Elektrizitätsversorgung
Der Nenzinger Himmel ist ohne Netzstromanschluss. Die französische Militärverwaltung installierte 1948 ein erstes Kleinwasserkraftwerk für Soldatenunterkünfte sowie die Alpen und Sennereien. 1955 wurde ein eigenes, kleines Laufwasserkraftwerk in Betrieb genommen. Nachdem dessen Leistung den Bedarf unterschritt, betrieb man vorübergehend ein Notstromaggregat und nahm 1995 ein zweites, deutlich leistungsfähigeres, von der Schalanza angetriebenes Wasserkraftwerk in Betrieb. Beide Anlagen leisten zusammen maximal 108 kW. Inzwischen stoßen sie an ihr Limit. Pro Hütte sind deshalb maximal 1 kW Anschlusswert erlaubt, elektrische Heiz- und Kochgeräte sind verboten.

## Tourismus

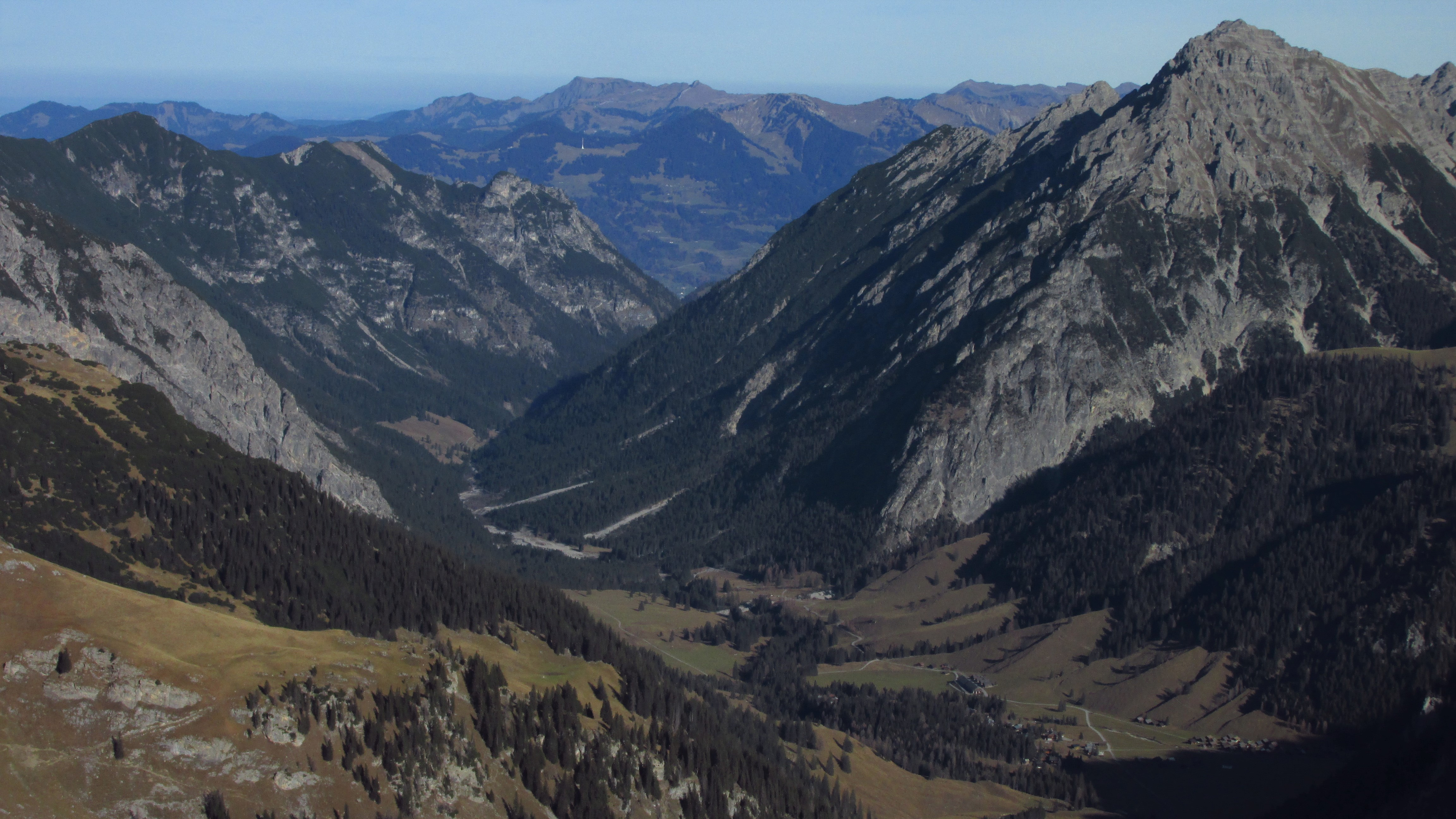
Blick von Südwesten in den Nenzinger Himmel und das Gamperdonatal. Rechts oben der 2401 m hohe Fundlkopf. An seinem schrofigen Südfuß liegt das für die Hirschbrunft bekannte Gaggafeld.

Es bestehen zahlreiche Wander- und Bergsteigmöglichkeiten auf verschiedene umliegende Alpen (Setsch, Panüel, Güfel, Vermales, Sareis und Ochsenalpe) und Berggipfel, wie den Panüeler Kopf über den „Spusagang“ (mit einem möglichen Abstecher zur Mannheimer Hütte und zum Brandner Gletscher), Naafkopf über die Pfälzerhütte, Fundlkopf, Augstenberg oder Hornspitz, sowie Höhenwanderwege (Liechtensteiner und Schweizer Höhenweg) und andere Weitwandermöglichkeiten über die Schesaplana durch den Rätikon. Leichte Wanderungen führen zu den umliegenden Alpen sowie zum Hirschsee.
Zu Fuß ist der Nenzinger Himmel über Nenzing durch das Mengtal mit der Wallfahrtskirche Kühbruck, über das Brandnertal und über Malbun in Liechtenstein (Seilbahn bis auf das den Nenzinger Himmel im Westen begrenzende Sareiserjoch) erreichbar. Aufgrund des teilweise klammartigen Charakters des Mengtals führt auch der Fußweg von Nenzing großteils über die Zufahrtsstraße. Nur im vorderen Bereich der Mengschlucht und bei der Valsalpe existieren vom regen Autoverkehr der 200 Hüttenbesitzer und sechs Alpen getrennte Wanderwege. Von der Straße zweigt ein kurzer Steig zum Aussichtspunkt "Buder-Höhe", von dem man einen Blick auf den auf der anderen Talseite herabstürzenden Gampbach hat, ab. Eine Umgehung der steinschlaggefährdeten Straße zwischen der Mautstelle und Kühbruck ist über Gofnerberg und/oder Innerster Hof (im Sommer Weidegebiet, im Winter Wildfütterung) möglich, erfordert aber jeweils etwa 200 Höhenmeter zusätzlichen Auf- und Abstieg. 
Der Nenzinger Himmel ist nur in der schneefreien Zeit mit dem Auto erreichbar und die Zufahrt im Winter geschlossen. Die mautpflichtige, teilweise unter überhängenden Felsen hindurchgeführte Zufahrtsstraße wird immer wieder durch Erdrutsche verschüttet, ist durch Felssturz und Steinschlag bedroht und im Frühjahr grundsätzlich erst nach der Beräumung von Schnee, Felstrümmern und Baumbruch befahrbar. Beispielsweise wurden 2015 mehrere Personen durch Muren in ihren Fahrzeugen eingeschlossen, 2020 wurde ein Paar von einem Felssturz mit 1000 m³ Abbruchmaterial nur knapp verfehlt. Da Individualverkehr nur für eine beschränkte Gruppe von Berechtigten erlaubt ist, ist die Zufahrt für Gäste ausschließlich über in Nenzing angesiedelte Kleinbusunternehmen möglich. Für Radfahrer ist diese Straße ab der Wegschranke gesperrt.